# Strangalia koyaensis
Strangalia koyaensis är en skalbaggsart som beskrevs av Masaki Matsushita 1933. Strangalia koyaensis ingår i släktet Strangalia och familjen långhorningar. Inga underarter finns listade i Catalogue of Life.